# Хванете хлапето
„Хванете хлапето“ (на английски: Catch That Kid) е семейна екшън комедия от 2004 г. на режисьора Барт Фройндлих. Във филма участват Кристен Стюарт, Корбън Блу, Макс Териот, Дженифър Бийлс и Сам Робардс.

## Актьорски състав
| Актьор                        | Роля                |
| ----------------------------- | ------------------- |
| Кристен Стюарт                | Маделин Роуз Филипс |
| Корбън Блу                    | Остин               |
| Макс Териот                   | Гюс                 |
| Дженифър Бийлс                | Моли Филипс         |
| Сам Робардс                   | Том Филипс          |
| Грънт Хейдън Шейн Ейвъри Скот | Максуел Филипс      |
| Джон Карол Линч               | Ал Хартман          |
| Джеймс Легрос                 | Ферел               |
| Майкъл Дес Барес              | Доналд Брисбейн     |
| Старк Сандс                   | Чад                 |
| Кристин Естабрук              | Шарън               |
| Кевин Дж. Шмидт               | Скип                |
| Одри Василевски               | Сестра              |

## В България
В България филмът е издаден на VHS на 22 декември 2004 г. от Мейстар.
На 6 септември 2011 г. е излъчен по Би Ти Ви Комеди с български дублаж за телевизията. Екипът се състои от:
| Озвучаващи артисти  | Красимира Кузманова Александра Грънчарова Константин Каракостов Димитър Мартинов Цанко Тасев |
| Преводач            | Соня Иванова                                                                                 |
| Тонрежисьор         | Радослав Колев                                                                               |
| Режисьор на дублажа | Чавдар Монов                                                                                 |